# Parma mccullochi
Parma mccullochi är en fiskart som beskrevs av Gilbert Percy Whitley 1929. Parma mccullochi ingår i släktet Parma och familjen Pomacentridae. Inga underarter finns listade i Catalogue of Life.